# Kenrick Monk
Kenrick Monk (* 1. Januar 1988 in Blacktown) ist ein australischer Schwimmer.

## Werdegang
Bei den australischen Kurzbahnmeisterschaften 2007 konnte er mit Kirk Palmer, Grant Brits und Grant Hackett einen neuen 4 × 200-m-Freistilstaffel Weltrekord aufstellen.
Ein Jahr später, bei den Kurzbahnweltmeisterschaften 2008 in Manchester wurde er Weltmeister über die 200 m Freistil und mit der 4 × 200-m-Freistilstaffel.

## Rekorde
| Weltrekorde (1)                                               | Weltrekorde (1) | Weltrekorde (1) | Weltrekorde (1) |
| ------------------------------------------------------------- | --------------- | --------------- | --------------- |
| 4 × 200 m Freistil (Kurzbahn) (mit Palmer, Brits und Hackett) | 06:52,66 min    | 31. August 2007 | Melbourne       |
| (Stand: 3. August 2008)                                       |                 |                 |                 |